# Lista de prêmios e indicações recebidos por Íris Stefanelli
Esta é a lista os prêmios e indicações recebidos por Íris Stefanelli, uma atriz, repórter, apresentadora de televisão e de rádio brasileira. Em julho de 2007, após sua participação no reality show Big Brother Brasil, da Rede Globo, passou a integrar a equipe de apresentadores da RedeTV!. E desde então Íris recebeu vários prêmios, ganhando três vezes o Prêmio Mãos e Mentes que Brilham (2008, 2009 e 2010), duas vezes o Trófeu Mulher, Linda Mulher (2008 e 2011), o Prêmio Personalidade (2007 e 2008) e o Troféu Super Cap de Ouro, nas categorias Revelação (2008) e Apresentadora (2009).

## Prêmios
| Prêmio                            | Descrição | Ano  | Categoria |
| --------------------------------- | --- | ---- | --- |
| Comenda Augusto César             | Honraria dada pelo município de Uberlândia a um cidadão. | 2021 | |
| Trófeu Mulher, Linda Mulher       | A premiação é concedida pela Câmara de Vereadores de São Paulo. Tem como finalidade destacar profissionais que contribuem para o crescimento cultural e socioeconômico do país, alavancando a qualidade nas relações e a cidadania. | 2011 | |
| Trófeu Mulher, Linda Mulher       | A premiação é concedida pela Câmara de Vereadores de São Paulo. Tem como finalidade destacar profissionais que contribuem para o crescimento cultural e socioeconômico do país, alavancando a qualidade nas relações e a cidadania. | 2008 | |
| Prêmio TOP BLOG                   | É um sistema interativo de incentivo cultural destinado a reconhecer e premiar, mediante a votação popular e acadêmica (Júri acadêmico) os Blogs Brasileiros mais populares, que possuam a maior parte de seu conteúdo focado para o público brasileiro, com melhor apresentação técnica específica a cada grupo (Pessoal, Profissional e Corporativo) e categorias. | 2012 | Top2 - Júri Popular - Categoria Celebridades (www.sirizao.com) |
| Prêmio TOP BLOG                   | É um sistema interativo de incentivo cultural destinado a reconhecer e premiar, mediante a votação popular e acadêmica (Júri acadêmico) os Blogs Brasileiros mais populares, que possuam a maior parte de seu conteúdo focado para o público brasileiro, com melhor apresentação técnica específica a cada grupo (Pessoal, Profissional e Corporativo) e categorias. | 2011 | Top1 - Júri Acadêmico - Categoria Celebridades (www.sirizao.com) Top3 - Júri Popular - Categoria Celebridades (www.sirizao.com)                                                                             |
| Prêmio TOP BLOG                   | É um sistema interativo de incentivo cultural destinado a reconhecer e premiar, mediante a votação popular e acadêmica (Júri acadêmico) os Blogs Brasileiros mais populares, que possuam a maior parte de seu conteúdo focado para o público brasileiro, com melhor apresentação técnica específica a cada grupo (Pessoal, Profissional e Corporativo) e categorias. | 2010 | Top1 - Júri Popular - Categoria Celebridades (www.sirizao.com) Top2 - Júri Acadêmico - Categoria Celebridades (www.sirizao.com)                                                                             |
| Prêmio TOP BLOG                   | É um sistema interativo de incentivo cultural destinado a reconhecer e premiar, mediante a votação popular e acadêmica (Júri acadêmico) os Blogs Brasileiros mais populares, que possuam a maior parte de seu conteúdo focado para o público brasileiro, com melhor apresentação técnica específica a cada grupo (Pessoal, Profissional e Corporativo) e categorias. | 2009 | Top1 - Júri Popular - Categoria Celebridades (www.sirizao.com) Top2 - Júri Acadêmico - Categoria Celebridades (www.sirizao.com) Top of Blog - Mais Votado de acordo com a Votação Popular (www.sirizao.com) |
| Prêmio Mãos e Mentes que Brilham  | O prêmio é concebido em caráter sociocultural e cujo objetivo é homenagear profissionais que se destacaram nas áreas empresarial, política, artística, jornalística, jurídica, literária, médica e benemérita do país. | 2010 | Apresentadora |
| Prêmio Mãos e Mentes que Brilham  | O prêmio é concebido em caráter sociocultural e cujo objetivo é homenagear profissionais que se destacaram nas áreas empresarial, política, artística, jornalística, jurídica, literária, médica e benemérita do país. | 2009 | Apresentadora |
| Prêmio Mãos e Mentes que Brilham  | O prêmio é concebido em caráter sociocultural e cujo objetivo é homenagear profissionais que se destacaram nas áreas empresarial, política, artística, jornalística, jurídica, literária, médica e benemérita do país. | 2008 | Apresentadora |
| Troféu Super Cap de Ouro          | É considerado o Oscar Brasileiro, o prêmio é organizado pelo grupo jornalístico Ronaldo Côrtes e JBA - Jornais Associados. Tem como objetivo premiar e homenagear os profissionais de diversos setores que se destacaram no ano anterior. | 2009 | Apresentadora |
| Troféu Super Cap de Ouro          | É considerado o Oscar Brasileiro, o prêmio é organizado pelo grupo jornalístico Ronaldo Côrtes e JBA - Jornais Associados. Tem como objetivo premiar e homenagear os profissionais de diversos setores que se destacaram no ano anterior. | 2008 | Revelação |
| Prêmio Personalidade              | Realizado na Assembléia Legislativa do Estado de São Paulo, o prêmio tem como objetivo destacar homens e mulheres do cenário sociocultural. | 2008 | |
| Prêmio Personalidade              | Realizado na Assembléia Legislativa do Estado de São Paulo, o prêmio tem como objetivo destacar homens e mulheres do cenário sociocultural. | 2007 | |
| Prêmio iBest                      | Foi criado com o objetivo de descobrir novos talentos e premiar os sites que estavam fazendo a história da Internet no Brasil. | 2008 | Melhor Blog de Variedades Votação Popular (www.sirizao.com) |
| Troféu Imprensa & Troféu Internet | É um prêmio entregue anualmente pelo canal de TV SBT, destinado aos maiores destaques da televisão brasileira em diversas categorias. | 2007 | Revelação do Ano |
| Prêmio Contigo de Televisão       | É uma homenagem da revista Contigo! as celebridades que mais se destacaram durante o ano. | 2007 | Revelação Feminina |
| Meus Prêmios Nick                 | É uma premiação da Nickelodeon Brasil, que elege os melhores do cinema, música e televisão. | 2007 | Gata do Ano |
| Prêmio Divas que Brilham          | É uma homenagem às mulheres que se destacaram em suas áreas. | 2007 | |